# Wake Owl
Wake Owl est un groupe de musique de style folk rock originaire de Vancouver.

## Description
Le groupe est composé du chanteur Colyn Cameron ainsi que du multi-instrumentiste Aiden Brant-Briscall. Depuis leurs débuts en 2012 le groupe a sorti un EP Wild Country en 2012 ainsi que l'album The Private World of Paradise en 2014. Le titre "Gold" s'est fait connaitre grâce à la série Grey's Anatomy. L'album The Private World of Paradise est décrit comme plus expérimental que leur précédent EP notamment avec l'utilisation de plus de sons synthétiques.

## Discographie
- Wild Country (2012)
- The Private World of Paradise (2014)